# Hector Lizarraga
Hector Lizarraga (* 1. September 1966 in Mexiko) ist ein ehemaliger mexikanischer Boxer im Federgewicht.

## Karriere
Am 25. April im Jahre 1985 gab Lizarraga gegen den US-Amerikaner Ralph Gutierrez sein Profidebüt, als er unentschieden boxte. Am 13. Dezember 1997 kämpfte er gegen den Südafrikaner Welcome Ncita um den vakanten Weltmeistertitel des Verbandes IBF und siegte durch Aufgabe in Runde 10. Bereits in seiner ersten Titelverteidigung im darauffolgenden Jahr verlor er gegen Manuel Medina klar und einstimmig nach Punkten.